# Carl von Tauffkirchen-Guttenburg
Carl Theodor Ludwig Max Graf von Tauffkirchen zu Guttenburg (* 7. Juli 1826 in München; † 26. April 1895 in Stuttgart) war ein bayerischer Gesandter.

## Leben

### Herkunft
Karl entstammte der II. Linie des Zweiges Guttenberg des Adelsgeschlecht von Tauffkirchen. Er war der Sohn des bayerischen Oberstleutnants, Kämmerers und Herrn auf Hohenburg Joseph Graf von Tauffkirchen (1793–1861) und dessen zweiter Ehefrau Bianca, geborene Gräfin Pückler-Muskau, verwitwete Prinzessin Schoenaich (1792–1834).

### Karriere
Tauffkirchen wurde 1838/43 in der Pagerie in München erzogen und studierte anschließend Rechtswissenschaft an den Universitäten in München sowie Heidelberg. 1846 wurde er Mitglied des Corps Guestphalia Heidelberg. Nach Beendigung seiner Studien war er 1851 zunächst als Ratsassistent beim Appellationsgericht Bamberg tätig, wurde 1857 Zweiter Staatsanwalt am Bezirksgericht Eichstätt und 1862 schließlich Stadtrichter am Stadtgericht München.
Er wechselte Ende 1866 in den diplomatischen Dienst und wurde zunächst im Ministerium des Innern unter Fürst Chlodwig zu Hohenlohe-Schillingsfürst beschäftigt. Im Zuge der Luxemburgkrise führte er im Auftrag der bayerischen Regierung Verhandlungen mit Berlin und Wien. Im gleichen Jahr wurde Tauffkirchen außerordentlicher Gesandter und bevollmächtigter Minister am Hof in Sankt Petersburg und – zur Zeit des Ersten Vatikanischen Konzils – beim Heiligen Stuhl. Während des Deutsch-Französischen Krieges amtierte er als Zivilkommissar in Nancy und Reims. Danach kehrte er noch einmal nach Rom zurück und wurde nach der Deutschen Reichsgründung auch als Gesandter für das Königreich Preußen akkreditiert. Er führte Unterhandlungen mit dem Vatikan wegen dessen Verhalten im Kulturkampf, konnte aber letztlich kein positives Resultat erzielen. 1874 wurde er bayerischer Gesandter am württembergischen Hof in Stuttgart und in dieser Eigenschaft 1877 zum Staatsrat ernannt. Tauffkirchen war seit 1887 Kapitular-Komtur des Hausritterordens vom heiligen Georg.
Sein Schwager Anton Wilhelm von Cetto war ebenfalls bayerischer Gesandter beim Heiligen Stuhl.

### Familie
Tauffkichen hatte sich am 23. November 1869 in München mit Ernestine Freiin von Pfeffel (1836–1922), Ehrendame des Theresienordens verheiratet. Aus der Ehe ging die Tochter Therese (* 1874) hervor, die am 20. April 1895 in Stuttgart Eduard Riederer Freiherr von Paar († 9. Juli 1940) heiratete.